# Loup du Groenland
Canis lupus orion
Sous-espèce
Statut de conservation UICN

 DD  : Données insuffisantes
Répartition géographique
Le loup du Groenland ( latin taxonomique : Canis lupus orion, danois : grønlandsulv ) est une sous-espèce de loup gris originaire du Groenland, parfois considérée comme une sous-espèce du loup arctique. Historiquement, il a été fortement persécuté, mais aujourd'hui, il est entièrement protégé et environ 90% de l'aire de répartition de ce loup est inclus dans les limites du Parc national du Nord-Est du Groenland.

## Taxonomie et évolution
En 1935, le zoologiste britannique Reginald Pocock a attribué pour cette sous-espèce le nom de Canis lupus orion à un spécimen du cap York, au nord-ouest du Groenland. Il a également attribué le nom de Canis lupus arctos (loup arctique) à un spécimen de l'île Melville dans les îles Queen Elizabeth, au Canada.  Les deux loups sont reconnus comme des sous-espèces distinctes de Canis lupus par l'autorité taxinomique Mammal Species of the World en 2005. 
La plus ancienne trace au Groenland de ce loup date d'il y a 7 600 ans, mais il pourrait avoir été présent plus tôt, car sa principale proie, le caribou, était présente il y a 8 900 ans. Nowak a proposé que pendant le Pléistocène supérieur, deux types de loups aient évolué dans le nord libre de glace durant la glaciation du Wisconsin : l'un dans le refuge de Peary Land dans l'extrême nord du Groenland, l'autre en Alaska. Une fois que la glace s'était retirée, les loups de Peary Land se seraient dispersés à travers le Groenland et les îles Queen Elizabeth. Les loups d'Alaska se sont dispersés et sont devenus les loups du nord appelés Canis lupus arctos. D'autres loups du sud de la calotte glaciaire se seraient déplacé vers le nord pour interagir avec les loups du nord.   D'autres auteurs ne sont pas d'accord pour conclure que le loup du Groenland est une sous-espèce distincte de Canis lupus en raison de sa proximité avec l'aire de répartition du loup arctique. Un auteur a proposé que le loup du Groenland ait migré du Canada en traversant la glace de mer gelée entre les deux régions, et un autre a documenté des loups sur la glace lorsque le détroit de Nares était gelé. 
En 2016, une étude basée sur 582 paires de bases d'ADN mitochondrial indiqué que les loups du Groenland appartiennent à un haplotype qui avait déjà été trouvé parmi d'autres loups nord-américains, ce qui indique que leur lignée femelle est originaire d'Amérique du Nord.  En 2019, une étude a cartographié l'ensemble du génome mitochondrial du loup du Groenland et a confirmé qu'il appartenait à Canis lupus. 
En 2018, une étude complète du génome de la plupart des populations de loups d'Amérique du Nord a identifié trois populations distinctes dans l'Extrême-Arctique, dont une nouvelle population de loups très distincte qui habite à la fois l'île d'Ellesmere, au Canada et au Groenland . Cette découverte avait déjà été suggérée par une analyse morphologique en 1983, où des loups des îles Reine Elizabeth (archipel d'Ellesmere) étaient inclus dans C. l. orion avec les loups du Groenland. 

## Anatomie et comportement
Le loup du Groenland a été décrit comme étant de petite à moyenne taille (1,55 m) mais d'un poids extrêmement léger (26 kg), bien que ces mesures dérivant de seulement cinq spécimens capturés dans le nord-ouest du Groenland au cours de l'hiver 1906 pourraient être le résultat d'une sous-nutrition.  La taille moyenne d'une meute des loups est de 3,3 individus ; les meutes de quatre ou plus étaient rares. Ces loups sont en voie de disparition en raison de leurs densités exceptionnellement faibles, de leurs meutes très petites, de leur reproduction peu fréquente et du faible nombre de descendants.  Les loups du Groenland et de l'île d'Ellesmere se nourrissent de toutes les espèces facilement accessibles, le lièvre constituant une importante source de nourriture. Le loup a été observé attaquant le phoque au Groenland et dans les îles de la Reine Elizabeth, et il existe des témoignages de témoins oculaires pour l'attaque de bœufs musqués dans les îles de la Reine Elizabeth et au Groenland où deux bœufs musqués ont été tués par un couple de loups.

## Population
Les loups sont entièrement protégés au Groenland depuis 1988. Au Groenland, environ 90% de l'aire de répartition du loup se situe dans les limites du parc national du nord-est du Groenland, où la population de loups était estimée en 1998 à 55 loups en raison du manque de proies. En 1997, il y a eu un déclin des populations de loups et de leurs proies, le bœuf musqué (Ovibos moschatus) et le lièvre arctique (Lepus arcticus) dans tout le Canada arctique, en raison des conditions météorologiques défavorables durant les quatre derniers étés. Le rétablissement des populations de loups est intervenu après le retour à la normale des conditions météorologiques estivales. En 2018, la population totale du loup du Groenland était estimé à environ 200, mais avec une incertitude significative en raison de son aire de répartition éloignée. Comme attendu d'une si petite population, la génétique a montré que le loup du Groenland est assez consanguin.